# We Are the Ark
We Are the Ark, pubblicato il 25 settembre 2000, è l'album di debutto del gruppo svedese The Ark. L'album è stato apprezzato sia dalla critica che dal pubblico.
Soltanto in Svezia, ha venduto 173 000 copie in pochi mesi e ha ottenuto un notevole successo anche in Italia.
In quest'album, prettamente di carattere "Alternative", si ha un inizio di un viaggio mentale, fisico e spirituale che poi verrà continuato con i successivi album (In Lust We Trust, State of the Ark, Prayer for the Weekend).
Il loro singolo d'esordio è It takes a fool to remain sane, il secondo singolo è Let your body decide.

## Tracce
1. Hey Modern Days – 3:50
2. Echo Chamber – 3:39
3. Joy Surrender – 3:55
4. It Takes a Fool to Remain Sane – 4:10
5. Ain't Too Proud to Bow – 3:31
6. Bottleneck Barbiturate – 4:57
7. Let Your Body Decide – 3:13
8. Patchouli – 2:33
9. This Sad Bouquet – 5:02
10. Angelheads – 3:21
11. Laurel Wreath – 3:44
12. You, Who Stole My Solitude – 5:01